# アオオニグモ
アオオニグモ（青鬼蜘蛛、蒼鬼蜘蛛）は、緑っぽい色のクモで、中型のオニグモ類としては最も普通なもののひとつである。木立の枝先に切れ網を張る。

## 特徴
アオオニグモ(Araneus pentagrammicus (Karsch))は、節足動物門クモ綱クモ目コガネグモ科オニグモ属に含まれる。大型種を含むこの群の中では中型の種である。
全身が緑っぽい水色のクモである。雌は体長9-11mm、頭胸部はやや褐色を帯びるが、歩脚は緑色。腹部は短い卵形で前方がやや幅広いが、肩の隆起などはない。腹部は全体に緑を帯びた水色で、両肩に黒っぽい横長の斑紋があり、後方には階段状に横線が入る。これらの斑紋は個体によって濃淡があるが、大まかに言ってあまり目立たず、全体に青っぽいクモという印象である。
雄は体長5-6mm、雌を全体に小さく、特に腹部を小さくしたような印象。

## 習性など
森林に多く、特に林縁部などで見かけることが多い。初夏に木立の枝先などのあまり高くないところに直径20-30cm程度の円網を作る。網の糸は時間がたつと金色を帯びる。
網はいわゆるキレ網で、典型的な円網に見えるが、その縦糸（放射状に張られた糸）の間の連続する2区画ほどに横糸（同心円的に張られた粘る糸）が張られていない。クモは網の中心におらず、横糸の切れた方の端っこの枠糸の繋がったところに潜んでいる。大抵はここに木の葉を樋状に表面側に歪め、その上に糸を張って幕を作り、それによって簡単ながら巣が作ってあり、クモはこの巣の中に隠れている。網の中央からクモのところに一本の糸（呼糸と呼ばれる）が引かれており、これによって網にかかった虫の振動がクモに伝えられる。クモは餌を捕まえると巣に戻って食べる。

## 類似種
形態的に似ているのはビジョオニグモ(A. mitificus (Simon))である。この種は全体に形態がよく似ており、色もやや近いがむしろ白っぽく、その腹部の前縁に黒い斑紋が入り、その中央に丸く穴が空いたようになっているなど、その姿が美しい。名前の美女鬼蜘蛛もその美しさによる。やや個体数は少ない。琉球列島にはこれに似たチュラオニグモ (A. amabilis Tanikawa)がある。

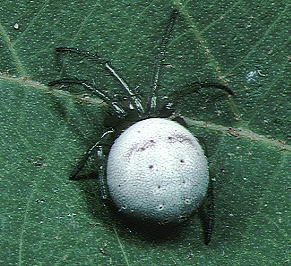
チュラオニグモ（沖縄）

緑色の中型オニグモ類として普通なものに別属ではあるがサツマノミダマシ(Neoscona scylloides (Boes. et Str.))およびワキグロサツマノミダマシ(N. mellotteei (Simon))がある。頭胸部や足が褐色を帯びることや、腹部の緑が鮮やかな黄緑色であることなど判別はやさしい。また、これらは始終網の中心に止まっている。
オニグモ属のものではハラビロミドリオニグモ(A. viridiventris Yaginuma)があるが、これはやや珍種に属し、腹部が横に広い。
なお、名前は青鬼蜘蛛であるが、これは青い鬼蜘蛛で、青鬼の蜘蛛ではない。名前から見るとアカオニグモ(A. pinguis (Karsch))と対をなしているが、アカオニの方は北方系の大型種で、その迫力はアオオニの比ではない。